# Nuoto ai campionati mondiali di nuoto 2022 - 200 metri misti maschili
La gara di nuoto dei 200 metri misti maschili dei campionati mondiali di nuoto 2022 è stata disputata il 21 e 22 giugno 2022 presso la Duna Aréna di Budapest. Vi hanno preso parte 45 atleti provenienti da 38 nazioni.
La competizione è stata vinta dal nuotatore francese Léon Marchand, mentre l'argento e il bronzo sono andati rispettivamente allo statunitense Carson Foster e al giapponese Daiya Seto.

## Podio
| Posizione | Atleta        | Nazionalità |
| --------- | ------------- | ----------- |
| Oro       | Léon Marchand | Francia     |
| Argento   | Carson Foster | Stati Uniti |
| Bronzo    | Daiya Seto    | Giappone    |

## Programma
| Data           | Ora (UTC+2) | Turno      |
| -------------- | ----------- | ---------- |
| 21 giugno 2022 | 09:40       | Batterie   |
| 21 giugno 2022 | 19:39       | Semifinali |
| 22 giugno 2022 | 19:06       | Finale     |

## Record
Prima della competizione il record del mondo e il record dei campionati erano i seguenti:
| Record mondiale       | 1'54"00 | Ryan Lochte Stati Uniti | 28 luglio 2011 Shanghai, Cina |
| Record dei campionati | 1'54"00 | Ryan Lochte Stati Uniti | 28 luglio 2011 Shanghai, Cina |

Nel corso della competizione non sono stati migliorati.

## Risultati

### Batterie
| Pos. | Batteria | Corsia | Atleta                    | Nazionalità   | Tempo   | Note |
| ---- | -------- | ------ | ------------------------- | ------------- | ------- | ---- |
| 1    | 3        | 5      | Carson Foster             | Stati Uniti   | 1'57"94 | Q    |
| 2    | 3        | 4      | Chase Kalisz              | Stati Uniti   | 1'58"25 | Q    |
| 3    | 4        | 4      | Jérémy Desplanches        | Svizzera      | 1'58"29 | Q    |
| 3    | 5        | 5      | Daiya Seto                | Giappone      | 1'58"29 | Q    |
| 5    | 3        | 7      | Finlay Polonsky           | Israele       | 1'58"31 | Q    |
| 6    | 4        | 3      | Hubert Kós                | Ungheria      | 1'58"47 | Q    |
| 7    | 5        | 2      | Matthew Sates             | Sudafrica     | 1'58"61 | Q    |
| 8    | 3        | 3      | Alberto Razzetti          | Italia        | 1'58"70 | Q    |
| 8    | 5        | 3      | Léon Marchand             | Francia       | 1'58"70 | Q    |
| 10   | 4        | 6      | Lewis Clareburt           | Nuova Zelanda | 1'58"76 | Q    |
| 11   | 4        | 1      | Gal Cohen Groumi          | Israele       | 1'59"34 | Q    |
| 12   | 3        | 1      | Se-Bom Lee                | Australia     | 1'59"37 | Q    |
| 13   | 5        | 1      | Dominik Török             | Ungheria      | 1'59"41 | Q    |
| 14   | 5        | 6      | Thomas Dean               | Gran Bretagna | 1'59"44 | Q    |
| 15   | 5        | 4      | Wang Shun                 | Cina          | 1'59"51 | Q    |
| 16   | 4        | 5      | Hugo González de Oliveira | Spagna        | 1'59"53 | Q    |
| 17   | 3        | 6      | Finlay Knox               | Canada        | 1'59"60 |      |
| 18   | 5        | 7      | Qin Haiyang               | Cina          | 1'59"68 |      |
| 19   | 3        | 8      | Enzo Tesic                | Francia       | 1'59"71 |      |
| 20   | 3        | 0      | Kim Min-suk               | Corea del Sud | 2'00"88 |      |
| 21   | 3        | 9      | Kaloyan Bratanov          | Bulgaria      | 2'01"22 |      |
| 22   | 3        | 2      | Brendon Smith             | Australia     | 2'01"32 |      |
| 23   | 4        | 7      | Vinicius Lanza            | Brasile       | 2'01"84 |      |
| 24   | 5        | 9      | Vadym Naumenko            | Ucraina       | 2'02"00 |      |
| 25   | 4        | 8      | Wang Hsing-hao            | Taipei cinese | 2'02"27 |      |
| 26   | 2        | 3      | Maximillian Ang           | Singapore     | 2'02"94 |      |
| 27   | 4        | 9      | Trần Hưng Nguyên          | Vietnam       | 2'03"62 |      |
| 28   | 2        | 4      | Patrick Groters           | Aruba         | 2'04"58 |      |
| 29   | 2        | 7      | Munzer Kabbara            | Libano        | 2'04"66 |      |
| 30   | 2        | 1      | Matheo Mateos             | Paraguay      | 2'04"73 |      |
| 31   | 2        | 8      | František Jablčník        | Slovacchia    | 2'05"06 |      |
| 32   | 2        | 9      | Santiago Corredores       | Colombia      | 2'05"87 |      |
| 33   | 4        | 0      | Apostolos Papastamos      | Grecia        | 2'06"14 |      |
| 34   | 2        | 6      | Tyler Christianson        | Panama        | 2'06"47 |      |
| 35   | 2        | 0      | Aflah Fadlan Prawira      | Indonesia     | 2'07"23 |      |
| 36   | 2        | 5      | Keanan Dols               | Giamaica      | 2'08"24 |      |
| 37   | 1        | 5      | Brandon Schuster          | Samoa         | 2'08"95 |      |
| 38   | 1        | 3      | Simon Bachmann            | Seychelles    | 2'09"75 |      |
| 39   | 1        | 1      | Omar Abouelela            | Qatar         | 2'11"07 |      |
| 40   | 2        | 2      | Dulyawat Kaewsriyong      | Thailandia    | 2'13"78 |      |
| 41   | 1        | 2      | Adnan Al-Abdallat         | Giordania     | 2'14"31 |      |
| 42   | 1        | 7      | Nasir Hussain             | Nepal         | 2'20"43 |      |
| 43   | 1        | 6      | Kinley Lhendup            | Bhutan        | 2'29"72 |      |
| -    | 5        | 0      | José Martínez Gómez       | Messico       | -       | dns  |
| -    | 5        | 8      | Bernhard Reitshammer      | Austria       | -       | dns  |
| -    | 1        | 4      | Esteban Núñez del Prado   | Bolivia       | -       | dq   |
| -    | 4        | 2      | Caio Pumputis             | Brasile       | -       | dq   |

### Semifinali
| Pos. | Semifinale | Corsia | Atleta                    | Nazionalità   | Tempo   | Note |
| ---- | ---------- | ------ | ------------------------- | ------------- | ------- | ---- |
| 1    | 2          | 2      | Léon Marchand             | Francia       | 1'55"75 | Q    |
| 2    | 2          | 4      | Carson Foster             | Stati Uniti   | 1'56"44 | Q    |
| 3    | 1          | 5      | Daiya Seto                | Giappone      | 1'56"74 | Q    |
| 4    | 1          | 4      | Chase Kalisz              | Stati Uniti   | 1'56"76 | Q    |
| 5    | 1          | 3      | Hubert Kós                | Ungheria      | 1'57"23 | Q    |
| 6    | 1          | 1      | Thomas Dean               | Gran Bretagna | 1'57"38 | Q    |
| 7    | 1          | 2      | Lewis Clareburt           | Nuova Zelanda | 1'57"63 | Q    |
| 8    | 2          | 6      | Matthew Sates             | Sudafrica     | 1'57"74 | Q    |
| 9    | 2          | 3      | Finlay Polonsky           | Israele       | 1'57"99 |      |
| 10   | 1          | 6      | Alberto Razzetti          | Italia        | 1'58"02 |      |
| 11   | 2          | 5      | Jérémy Desplanches        | Svizzera      | 1'58"31 |      |
| 12   | 1          | 8      | Hugo González de Oliveira | Spagna        | 1'58"41 |      |
| 13   | 2          | 7      | Gal Cohen Groumi          | Israele       | 1'59"67 |      |
| 14   | 1          | 7      | Se-Bom Lee                | Australia     | 2'00"11 |      |
| 15   | 2          | 8      | Wang Shun                 | Cina          | 2'00"71 |      |
| 16   | 2          | 1      | Dominik Török             | Ungheria      | 2'01"35 |      |

### Finale
| Pos.    | Corsia | Atleta          | Nazionalità   | Tempo   | Note |
| ------- | ------ | --------------- | ------------- | ------- | ---- |
| Oro     | 4      | Léon Marchand   | Francia       | 1'55"22 |      |
| Argento | 5      | Carson Foster   | Stati Uniti   | 1'55"71 |      |
| Bronzo  | 3      | Daiya Seto      | Giappone      | 1'56"22 |      |
| 4       | 6      | Chase Kalisz    | Stati Uniti   | 1'56"43 |      |
| 5       | 7      | Thomas Dean     | Gran Bretagna | 1'56"77 |      |
| 6       | 2      | Hubert Kós      | Ungheria      | 1'57"26 |      |
| 7       | 1      | Lewis Clareburt | Nuova Zelanda | 1'58"11 |      |
| 8       | 8      | Matthew Sates   | Sudafrica     | 1'58"27 |      |